# スタンプ台

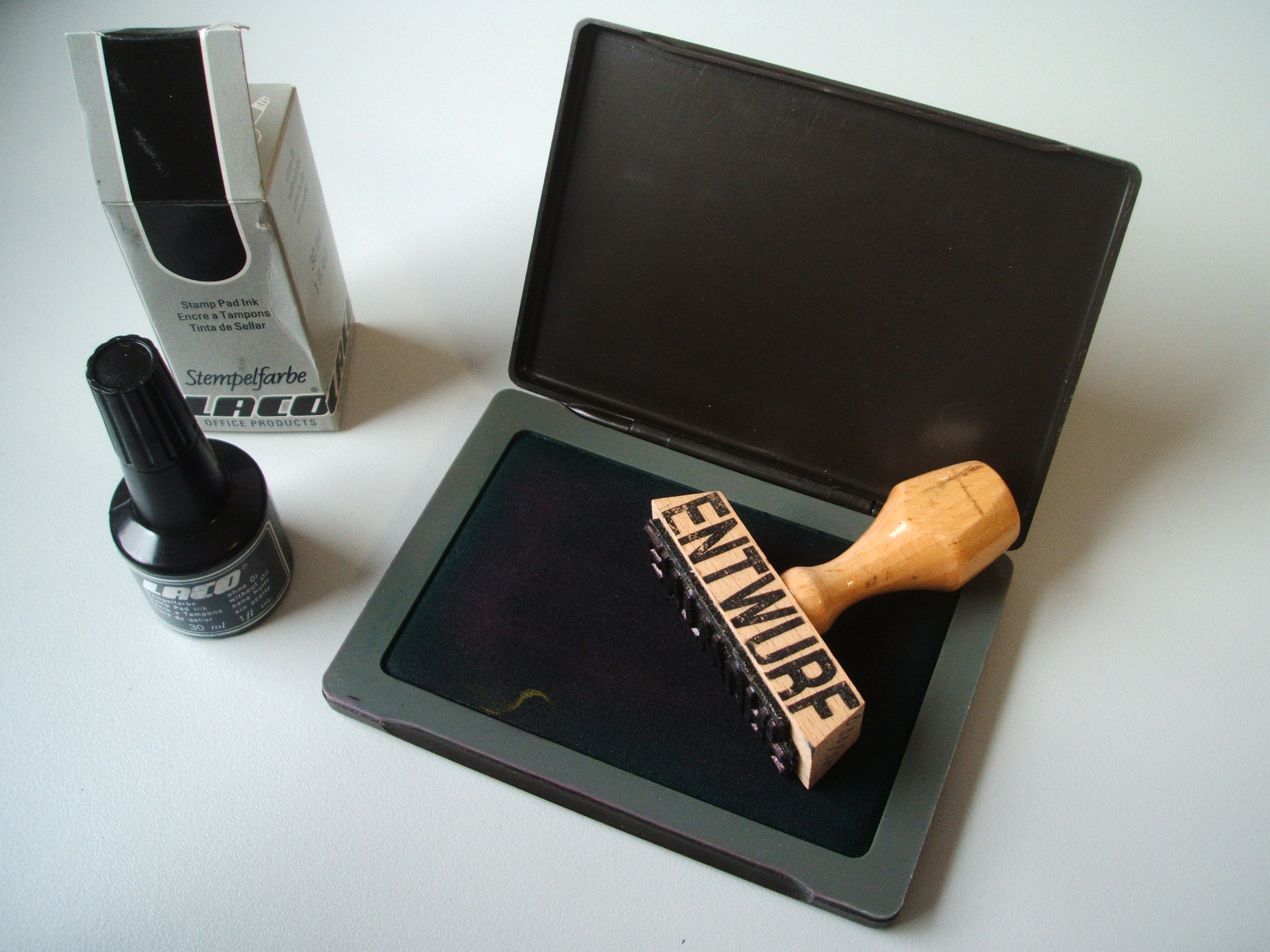
スタンプ台

スタンプ台（スタンプだい）とは、印章などをスタンプする際にインクを付着させるために使用する、文房具である。

## 概要
スタンプ台は主にゴム印などの樹脂印などを捺す際に使用される。
油性や水性、顔料または染料をスポンジ等に浸透させたものに印面を付けることでインクが付着する。朱肉と違い、色のバリエーションが豊富である。

## 使われている場所
- 事業所 - 住所印など
- 記念スタンプ（駅スタンプ） - 鉄道駅や観光地にみられる